# Neckarau
Neckarau est un district de la ville allemande de Mannheim, dans la région métropolitaine Rhin-Neckar.